# 17e armée (Union soviétique)
Pour les articles homonymes, voir 17e armée.
La 17e armée est une unité de l'Armée rouge durant la Grande Guerre patriotique.

## Historique opérationnel
La 17e armée est créée en juin 1940 dans le district militaire de Baïkal proche de la Mongolie. Le 15 septembre 1941 elle rejoint les troupes du Front Trans-Baïkal. Elle participe à la Guerre soviéto-japonaise (1945) et prend part à l'invasion soviétique de la Mandchourie. En août 1946 elle est dissoute,,.

## Commandants
- 21 juin 1940 à janvier 1941 : lieutenant-général Pavel Alekseïevitch Kourotchkine
- 14 mai 1941 au 15 mai 1942 : lieutenant-général Prokofi Logvinovitch Romanenko
- 15 mai 1942 au 18 novembre 1943 : major-général Anton Iossifovitch Gastilovitch
- 18 novembre 1943 jusqu'à la fin de la guerre : lieutenant-général Alexeï Ilitch Danilov